# テレビドラマ
テレビドラマ（英語: television drama, TV drama）とは、地上波などでテレビジョン放送されることを目的に制作されたドラマであり、連続ドラマや単発ドラマなどがある。
ネット配信されるドラマも広義の「テレビドラマ」に含まれるが、区別されることが多い。

## 概要

### 語源
テレビドラマの語源は英語だが、英語圏で"TV Drama"の語は用いられず、単に"Drama"か、連続するテレビ番組を指す「テレビシリーズ（TV series）」を用いる。「テレビシリーズ」はバラエティ番組・ニュース番組・ドキュメンタリー番組など広範に包括する語彙である。

### 英語圏のドラマとコメディ
日本では「ドラマ」も「コメディドラマ」も一括りに「テレビドラマ」とするが、英語圏では「ドラマ（drama）」と「コメディ（comedy）」は「バラエティ」や「ニュース」などと同様にそれぞれ異なる番組ジャンルとして扱う。
英語で drama が映画とテレビ番組の分野として使われる場合、comedy と対比的に用いられることが多く、drama は笑いがない内容を主体とする話を指す。英語は situation comedy と drama を区別して扱う。日本語のドラマはコメディドラマを含むが、英語の comedy drama は笑いを含む話と含まない話が織り交ざる。英語の situation comedy は笑いを含む展開で、日本語のコメディドラマに近い意味がある。

### 放送形態
放送形態別の呼称として、1シーズン限りで完結するテレビドラマは「ミニシリーズ（miniseries）」または「リミテッドシリーズ（limited series）」と呼ばれる。日本の2時間ドラマなど単発のテレビドラマは、英語圏では「テレビスペシャル（TV special）」または「テレビ映画（TV film、TV movie）」などと称する。

## ジャンル

### シットコム（シチュエーション・コメディ）
コメディ・シリーズの定番に「sitcom（シットコム）」というコメディドラマがある。舞台とする家庭に家族が登場して日常生活するなかで、間の抜けた失敗、視聴者に笑いを誘う会話、大げさなジェスチャーで珍妙な台詞、多数の観客の笑い声（ラフトラック）、などで構成するドラマである。
劇中の子供に大人びた台詞を言わせ、気付いていても気付かないフリをする大人の滑稽さを表し、笑いを誘う流れは多く用いられる。舞台が家庭ではなく学校で級友が登場するもの、舞台が職場で同僚が馬鹿馬鹿しく笑える会話をする、ものもある。
シットコムは派手な演出、特殊撮影、特殊メイクなどは用いず、放送作家のユーモアセンス、俳優同士の掛けあい演技の妙に依る。多くはテレビ局内のスタジオに設けられたセットで撮影され、セットの周囲に階段状の観客席を設けられて観客の反応も同時に収録される。
- 『フルハウス』(1987 - 1995)
- 『となりのサインフェルド』(1989 - 1998)
- 『フレンズ』(1994 - 2004)

- 『HEY!レイモンド』(1996 - 2005)
- 『ラリーのミッドライフ★クライシス』(2000 - )
- 『チャーリー・シーンのハーパー★ボーイズ』(2003 - 2015)

### 超常現象（スーパーナチュラル）
「超常現象・怪奇現象もの」（英語: supernatural、スーパーナチュラル）、「ミステリー」、「ホラーサスペンス」などは、物語中に常識で理解できない超常現象・怪奇現象・不可思議などが発生し、視聴者は謎や恐怖を楽しむ。
- 『トワイライト・ゾーン』(1959 - 1964)
- 『X-ファイル』(1993 - )
- 『LOST』(2004 - 2010)

- 『スーパーナチュラル』(2005 - )
- 『ストレンジャー・シングス』(2016 - )

### 探偵（ディテクティブ・フィクション）
「探偵もの」（英語: Detective fiction、ディテクティブ・フィクション）は古くから人気があり、主人公の多くは私立探偵や素人探偵である。「私立探偵もの」は小さな私立探偵事務所の男がさまざまな事件を解決し、「素人探偵」ものは推理小説家が実際の事件にかかわり解決する。
- 『ロックフォードの事件メモ』(1974 - 1980)
- 『ナイトライダー』(1982 - 1986)
- 『ジェシカおばさんの事件簿』(1984 - 1996)

- 『こちらブルームーン探偵社』(1985 - 1989)
- 『キャッスル 〜ミステリー作家は事件がお好き』(2009 - 2016)

### 刑事、犯罪（クライム）
刑事や警官が事件を解決する物語 (police procedural) は歴史が長い。2000年以降に、従来の「警察の殺人課」所属の警官や刑事に限らずさまざまな公的な捜査機関のエージェントや捜査官の人生なども並行して描くものも増えた。また、マフィアや麻薬カルテルなど犯罪者側に焦点を当てた作品も数多く制作されている。
刑事
- 『刑事コロンボ』(1968 - 2003)
- 『ヒルストリート・ブルース』(1981 - 1987)
- 『CSI:科学捜査班』(2000 - 2015)
- 『24 -TWENTY FOUR-』(2001 - 2010)

犯罪
- 『ザ・ソプラノズ 哀愁のマフィア』(1999 - 2007)
- 『プリズン・ブレイク』(2005 - 2009)
- 『ブレイキング・バッド』(2008 - 2013)

### 法廷（リーガル・フィクション）
弁護士・検事・裁判官などが主人公で、法廷を舞台にして物語が進むテレビドラマ。
- 『十二人の怒れる男』(1954)
- 『L.A.ロー 七人の弁護士』(1986 - 1994)

- 『ロー&オーダー』(1990 - 2010)
- 『ザ・プラクティス ボストン弁護士ファイル』(1997 - 2004)

### 医療（メディカル）
医療現場で病院の関係者、患者やその家族などの人間模様を描くテレビドラマ。
- 『たどりつけばアラスカ』(1990 - 1995)
- 『ER緊急救命室』(1994 - 2009)

- 『シカゴ・ホープ』(1994 - 2010)
- 『Dr.HOUSE』(2004 - 2012)

## 日本

### ジャンル
- テレビ時代劇 - テレビ放送開始から続いているジャンルで、NHK総合テレビの大河ドラマが代表的。歴史ドラマを恒常的に毎週放映するのはNHKだけである。民放にも1970年代までは連続歴史ドラマが見られたが、現在は正月特番などの単発作品程度に限られている。架空キャラクター（もしくは水戸黄門、大岡越前などの実在人物の一部設定だけを借用したフィクション）による連続時代劇も民放ではほとんど製作・放送されることがなく、存亡の危機が取りざたされる。
- 児童向けドラマ - 子供番組としての30分程度のドラマも、1980年代までは比較的多く製作されていた。現在では、Eテレ（NHK教育テレビ）において、道徳教育ドラマを就学年齢の児童、生徒向けの学校放送として放送している。またテレビ朝日では、日曜朝9時から10時までの1時間枠を「スーパーヒーロータイム」（特撮枠）と称し、「仮面ライダーシリーズ」と「スーパー戦隊シリーズ」をそれぞれ30分ずつ放送している。テレビ東京では、土曜朝7時から10時30分までの3時間30分枠を「テレビ東京系列土曜朝のアニメ・子供向け番組ゾーン」と称し、その中の9時から9時30分までの枠で「ウルトラシリーズ」を放送している。
- 恋愛ドラマ - トレンディドラマと呼ばれていた時期の流れを汲む現代劇の恋愛もの。小説を原作とした作品に加え、1990年代後半以降は漫画原作の作品の比率が増えている。
- ホームドラマ
- 刑事ドラマ
- 医療ドラマ
- 学園ドラマ

### 放送日程
日本は1週間を通してテレビドラマが放映される。プライムタイムに放送されるものは視聴率が高く、予算も高額で、他の時間帯に比べ人気が高い俳優やタレントが多数出演する。流行やファッションなど多方面に影響する。
TBS系列の日曜劇場や、フジテレビ系列の月9ドラマ、テレビ朝日系列の木曜ドラマなどのいわゆる「看板枠」は、特に高視聴率作品が多い。午前に放映されるテレビドラマの中では、NHK総合テレビの連続テレビ小説（朝ドラ）は人気があり、ヒロインを演じた俳優が新人の場合、出演を期に民放各局でプライムタイムのドラマ等に出演が増えて「若手の登竜門」などと言われ方をすることがある。
1980年代までは当初1クールまたは2クールの制作予定を組み、人気が出ると延長されて最終的に2、3年間続く作品が多く見られたが、1990年代以降は出演俳優のスケジュール確保や視聴率低迷による途中打ち切りのリスク回避の観点から、人気が出ても当初の放送予定を変えずに（変更は最終回の放送時間拡大程度）いったん終了させて、概ね3か月から1年間のインターバルを経てから次のシリーズが製作されているものが大半を占めている。各クールの切り替わりの1、2週間は改編期ということで特別番組が放送されることが多くなっており、1クールの作品でも全13話で構成を組むのではなく、数週分減らして全9話から全11話という作品が多い。また、視聴率不振による途中打ち切りの不面目を避けるため、放映回数を発表せずにスタートする例も多い。

2010年代後半に入ると、動画配信サービスへのコンテンツ供給や海外向けへの番組販売などを背景として、テレビドラマ枠の増加が相次いでおり、ゴールデンタイム・プライムタイム帯（19時台から22時台）におけるドラマ枠新設だけに限っても、2015年4月から日本テレビが『日曜ドラマ』、2022年4月からNHKが『夜ドラ』、同月からフジテレビが『水曜10時枠の連続ドラマ』、同年10月からテレビ朝日が『火曜9時枠の連続ドラマ』、2023年4月から朝日放送テレビが『日曜10時枠の連続ドラマ』、同年10月からフジテレビが『金曜9時枠の連続ドラマ』、2024年4月から日本テレビが『土ドラ9』をそれぞれ新設している。また、深夜ドラマ（23時台以降）についても2011年の時点では1週間で2本しか放送されていなかったが、2021年10月の時点では1週間で16本と8倍に増加している。
インターネットの動画サイトが一般に浸透した影響により、平均15分程度で終わる動画の視聴に慣れた世代にCMなしで45分ないしは1時間分の視聴をさせるのは難しいとの指摘もある。2010年代以降、各局とも中高年層に視聴率が見込める刑事・医療ドラマへのシフトが目立っている。
ドラマによっては、何らかの理由により放送日程が変則的になる場合がある。例として世界的な新型コロナウイルス感染症の大流行（パンデミック）ではドラマの収録・放送休止が相次ぎ、本来の放送日程が大きくずれる事態が多くみられた。例えば連続テレビ小説では「エール」が2020年6月29日から9月11日まで放送を休止したことにより、後続の作品も開始時期が通常と異なる状態が2年ほど続いた。

### 劇場版
大きな人気や高い評価を受けた作品の場合、新たに劇場公開用の映画作品として製作されることがある。テレビ放送初期は『三匹の侍』、『若者たち』のようなテレビ局のディレクターが映画版でも監督を務めるなど、一部スタッフの関わりを除けばテレビ局が関与しないことがほとんどであったが（テレビドラマ作品を「原作」として扱った）、1969年に映画『御用金』でフジテレビがテレビ局として初めて映画製作を手がけたことを皮切りに、テレビ局は映画事業に本格的に進出。現在ではテレビ局が主体となってテレビドラマ作品（特に連続ドラマ）の世界観を継承した新たなエピソードを、映画作品として製作するケースが多くみられる。その一方で近年では、テレビドラマ作品そのものが、再編集を経るか、またはそのままの形で劇場公開されるケースもある（単発ドラマにみられる）。

### 撮影機材・放送形態
1940年4月、テレビの実験放送で放送された『夕餉前』（脚本：伊馬鵜平）が、日本初のテレビドラマとされている。当時のスタジオは非常に狭く、またアイコノスコープ方式のカメラを使用していたため、俳優は、時に木材や紙などを発火させるほど強い照明に耐えなければならないなど、技術的制約が多い状況だった。同年10月には実験放送第2作『謡と代用品』が放送されたが、太平洋戦争（1941年12月8日勃発）のために11年中断後、1952年に再開。
1953年にテレビの本放送が始まるが、当時は実用的な録画手段がなく、テレビドラマの多くは生放送またはフィルム制作であった。モノクロ時代は消え物（料理）はそれらしく見えればいいということで、すき焼きを食べているシーンなのに食べているのは出汁の味しかしない物だった、本物が出てきたのはカラーになってからだった、と黒柳徹子は語っている。
ビデオは、1956年にアメリカ合衆国で2インチVTRが開発され、2年後の1958年には、日本に初輸入され、国産のビデオも開発された。同年6月、大阪テレビ放送（OTV、現・ABC）の『ちんどん屋の天使』において、日本で初めてテレビドラマにビデオテープが使用された。そして同年10月、ラジオ東京テレビ（KRT、現・TBS）の『私は貝になりたい』（主演：フランキー堺）では、本格的にビデオ録画が実用化され、技術的な先駈けとなった。また、その年の芸術祭賞を受賞し、それまで「電気紙芝居」と酷評されたテレビドラマが初めて人を感動させたとして、テレビドラマ史上に残る重要作品と位置付けられている。当初はビデオ機材もビデオテープも高価だったが、やがて普及していき、ドラマも生放送から収録する形態へと変わっていった。
1970年代までにビデオテープで収録されたテレビドラマの中には、原盤ビデオテープが別の番組撮影に使われて上書きされたことにより、映像が失われたものも少なくない。また、当初は撮影機材の大きさと、カメラの感度の低さから、照明を煌々と照らしたスタジオ内で演技するより他なく、屋外の情景はスタジオ内でのセットで再現していた。どうしても屋外でのロケが必要な場合は、ビデオでの撮影を諦めて、16mmフィルムで撮影することもあった。そのため本編中にビデオ映像とフィルム映像が混在し画調や画質、場合によっては音質においても不連続が発生することがかつては多く見られた。いわゆるホームドラマはこうした技術的制約の苦肉の産物でもあった。
NHKのドラマはNHKですべて制作していた。NHKのみは自社製作ということもあり、遥かに先行して1960年代からVTR製作に切り替えている（それゆえに初期の作品の保存状況が極めて悪い）。それに対し、民放では1950年代から外部の制作会社が制作したテレビドラマを放送した。それらは当初「テレビ映画」とも称され、劇場映画を作ってきたスタッフが制作にあたり、撮影もフィルムで行われた。大手では1959年に東映が出資したテレビ局NET（現・テレビ朝日）で、さらに1962年には新東宝を前身とする国際放映がTBSで、テレビ映画の制作に進出している。東宝、大映、松竹など他の大手も続いてテレビ進出したものの、たとえば東宝は1980年に至るまで自社製作のテレビ映画については、傍系の東宝ビルドを使ったり、傘下の国際放映に孫受けさせたり、本拠地の砧撮影所を極力使わない差別的な姿勢を貫くなど、東映に比べると本腰が入っていなかった。また、特撮ものは、合成などのノウハウが蓄積されているフィルムでの撮影が主となっていた。詳しくはテレビ映画を参照。これに対し、VTRによるドラマはスタジオドラマと呼び分けられた。
1970年代も半ばを過ぎると、これまでのビデオカメラのコストと技術的制約もなくなり、民放もフィルムからビデオでの撮影に徐々に移行することとなった。フィルムが必要とする現像の手間以外だけでなく、ビデオ編集用の機材の発達と何よりもコストの問題で、映画会社系の制作会社もビデオ撮影を採用し始め、1990年代後半からフィルムで撮影されたドラマは激減。2000年代初頭には、刑事ドラマや時代劇もビデオ撮影に移行して、フィルム撮影はスーパー戦隊シリーズを最後に姿を消した（日本と違ってフィルムへのこだわりが強い欧米では大型テレビドラマの場合35ミリ映画用カメラを使ったフィルム撮影がしばらく生き残った）。
その後、デジタルカメラの発展により、プログレッシブカメラ（HD24Pや30pカメラなど）を用いて撮影したり、シネライクガンマ（2003年に松下電器産業が開発）というデジタル補正技術で画質を調整したりすることによって、従来のビデオ撮影とは異なった、映画フィルムのような階調の映像で放送される作品も多くなっていった。
また、2005年頃から、地上デジタル放送への移行期を迎えて、ビデオでの撮影もSDからデジタルハイビジョンで収録するものが増えた。そのため、アナログ放送で放送する場合、NHKのドラマ全般（2005年4月 - ）やテレビ朝日の木曜9時のドラマと「金曜ナイトドラマ」は、上下に少し黒帯の付く13:9のワイド画面で放送していた。また、日本テレビ（2005年7月 - ）とTBS（2004年10月 - ）やフジテレビ（2004年1月 - ）などでは、上下に若干黒帯が付いていた（ブラウン管テレビでは見えない）。テレビ朝日の木曜9時ドラマと「金曜ナイトドラマ」以外については、両端をカットして放送しているため、アナログ放送の画角4：3画面いっぱいで放送されていた。フジテレビでは、アナログ向けとデジタル向けで別の収録テープに分けて放送していた（画角に合わせてエンドロール等のテロップの位置を変えてある）ため、地方局での再放送や他系列放送の場合、機材の都合上アナログ向けとデジタル向けの2択を迫られることになった。前者の場合、デジタル放送でも標準画質でしか放送できないが、後者の場合、デジタル放送ではフルサイズ、アナログ放送ではレターボックスで放送していた。
地上波民放系のドラマ番組で、唯一BSデジタルでの先行放送が行われていた「女と愛とミステリー」（テレビ東京系）は、2001年1月の番組発足以来、一貫して16:9のハイビジョン放送を実施していたBSジャパンと技術的な制約で、デジタル放送開始後も4:3の標準画質で収録されたテープをアップコンバートせざるを得なかったテレビ東京（とその系列局）では、テロップ（サブタイトル・エンドロールなど）の挿入位置およびレイアウトが異なっていた。しかし、後継番組である「水曜ミステリー9（BSミステリー）」に関しては、2005年4月の開始時点でハイビジョン放送（デジタル帯）とサイドカット処理（アナログ帯）を同時進行させるために必要な送出マスターの更新が完了していたこともあり、テープの「作り分け」は行われていない。差し替えタイトル（→「BSミステリー」）が入るBSジャパンのサイマル放送（ハイビジョン画質）でも、地上波と同じ仕様で収録されたテープが基本的には使われているが、他系列向けに納品されているテープはその限りではなく、前番組同様複数の収録方式（ハイビジョン・SDサイドカット・SDレターボックスなど）が混在している。

### 出演者とスタッフ
ラジオ放送を行っていたNHKと民放テレビ局はラジオドラマを制作するために自前の放送劇団を組織して専属の俳優を持っていた。テレビの草創期は芸能プロダクションが未発達だったこともあり、その初期はラジオ時代と同様にNHKが自前でタレントを養成して、ドラマやバラエティに出演させた。また、五社協定により映画会社所属の俳優のテレビ出演に制限があったため、新劇の俳優を多く使ってきた。その後は、芸能プロダクションが隆盛。養成機関で演技の訓練を受けていないタレントがドラマに出演したり、人気俳優を抱えるプロダクションが、配役に影響力を及ぼすことも多い。
平成時代からは、制作局のアナウンサーが出演することが多くなってきている。本業であるニュースキャスターやレポーターとして出演（本人役ということもあれば別名になる場合も名無し（アナウンサーA・リポーターB）という場合もある）というケースもあれば、まったく違う役柄で出演することもある。この場合の大半は、出演するアナウンサーがレギュラーを受け持つ情報番組でドラマ宣伝する意図もある。

#### 番組の宣伝、「番宣」
放送されるテレビ局では、新たなドラマに関して、初回放送まで様々な宣伝（PR）活動をしている。主に出演者のインタビューや撮影風景の密着取材を放送する事前特番（特別番組）が放送されるが、2000年代頃からはそれらに加え、放送日の1週間くらい前から主演級俳優らがバラエティー番組に立て続けにゲスト出演してPRを行い、放送当日の朝の情報ワイドショー番組から夕方の報道番組まで立て続けにゲスト生出演（「はしご」）する例が見られる。
土日に放送されるドラマの場合、特に日曜日は生放送番組が少ないため金曜日に生出演している。
放送されない地域では番組は基本的には宣伝されないように配慮される（例：『王様のブランチ』の近畿地方での扱いなど）。但し、編成の都合などから一部地方局など放送されない地域で宣伝されてしまうことも時折見られる。

#### 制作会社
- ドリマックス・テレビジョン - 松竹の映画監督木下恵介とTBSなどが、1964年に「木下恵介プロダクション」として創立。設立当初からTBSと密接的な関係を持ち、『木下恵介アワー』や『木下恵介・人間の歌シリーズ』といった放送枠を設けていた。その後「木下プロダクション」に社名を変更してからも『金曜日の妻たちへシリーズ』や『サラリーマン金太郎』などのヒット作を生み出した。2002年にTBSの連結子会社となったのを機に、現在の「ドリマックス・テレビジョン」という社名に変更した。
- テレビマンユニオン - TBS出身者が1970年に創立。
- 国際放映 - 前身は映画会社新東宝。現在は東宝の傍系。同じく世田谷区に東京メディアシティというスタジオを構える。代表作は『ケンちゃんシリーズ』、『渥美清の泣いてたまるか』、『西遊記 (1978年版)』など。2018年にテレビドラマの制作から撤退した。
- 東映 - テレビ部門を持つ。テレビ朝日の大株主で開局時より関係密接だが、他局とも積極的に提携。京都撮影所では時代劇やサスペンス、東京撮影所では特撮、刑事ドラマを得意とする。
- 共同テレビジョン - フジテレビを傘下に置くフジ・メディア・ホールディングスの子会社。元はニュース専門制作会社だったが、バラエティやドラマにも進出した。主にフジテレビのドラマ・バラエティ・情報番組などの制作・技術協力を行う。
- 東宝 - 映画会社であるが、『太陽にほえろ!』や『傷だらけの天使』といった連続ドラマの制作会社としても知られる。世田谷区に日本最大の撮影所である東宝スタジオを持つが、1970年代まではたとえ映画館で閑古鳥が鳴いていても原則ここを映画にしか使わせず、テレビ映画を東宝で受注しても500m東側にスタジオを持つ国際放映などに孫受けさせたが、1990年代以後は一転しバラエティ番組収録でも使用可となっている。
- C.A.L - 時代劇を主とする。代表作は『水戸黄門』と『大岡越前』、『木枯し紋次郎』。また、『走れ!ケー100』など現代劇の製作も手掛けた。東映京都撮影所に孫受けさせる例が多い。
- 大映テレビ - 元々は映画会社大映のテレビ部として設立され、『ザ・ガードマン』や『おくさまは18歳』などの制作に関ったが、1971年に大映本社から分離・再設立された。1970年代にTBS系列で放送した「赤いシリーズ」や、1980年代にTBS系列、フジテレビ系列で放送した「少女シリーズ」（『スチュワーデス物語』『不良少女とよばれて』『少女に何が起ったか』『ヤヌスの鏡』など）といった代表作を生み出した。1990年代以後は専ら、フジテレビとテレビ朝日の2時間ドラマなどで製作に関わっている。1990年頃までフィルム撮影の手法にこだわっていた（ドラマによってはVTRで撮影していたが、ほとんどはフィルム作品であった）。2000年代に入りVTRを経てハイビジョンに移行している。
- ユニオン映画 - 1970年に日本クラウンと日本テレビの共同出資で設立。人気作品には『パパと呼ばないで』『雑居時代』などホームコメディドラマ（石立ドラマシリーズ）や[17][18]、『俺たちの旅』『ゆうひが丘の総理大臣』など青春群像ドラマのほか、『子連れ狼』『伝七捕物帳』など日本テレビの時代劇制作を担い[19]、1985年の『忠臣蔵』に始まる大晦日放送の日本テレビ長時間時代劇（年末時代劇スペシャル）を制作。『火曜サスペンス劇場』などで現代劇も手掛けた。
- テレパック - TBSや渡辺プロダクションなどの出資によって設立。1970年代は『肝っ玉かあさん』や『ありがとう』などホームドラマの制作を得意分野としていたが、『男女7人夏物語』や『男女7人秋物語』など恋愛もの作品も手掛けた。近年は2時間ドラマの制作を主軸とする。
- アベクカンパニー - 木下プロダクション（現：ドリマックス・テレビジョン）に所属していたプロデューサーが独立して設立。
- メディアミックス・ジャパン - 略称MMJ。1990年代から多くの作品を制作している。ホリプロやケイダッシュとの関係が強い。テレビ朝日と密接的な関係を持っており、同局や関西テレビの連続ドラマ製作を主軸とする。主な代表作は『君の手がささやいている』や『特命係長 只野仁』『チーム・バチスタシリーズ』など。
- The icon - MMJ所属プロデューサーが独立して設立。

### 日本で放送されたテレビドラマ
日本で過去に放送された、また現在放送されているテレビドラマについては、日本のテレビドラマ一覧を参照。

### 日本のテレビドラマの輸出
1958年、ラジオ東京テレビ（現TBS）製作のテレビドラマ『私は貝になりたい』が翻訳され西ドイツで放送。海外で放送された初めての日本のテレビドラマとなったが、その後の日本のドラマの国際展開はアニメなどと対照的に極めて低調である。
そもそも日本のテレビ番組の海外輸出比率は2011年で0.15%と非常に低い。理由としては、国内だけで十分収益が上げられるマーケットがあるため海外輸出に熱心でないこと、日本の音楽の著作権や出演者の肖像権などが強く守られていること、他国で制作されているドラマと比べて放送回数が少ないことなどが海外の買い手にとって扱いにくいコンテンツになっていることなどが挙げられる。
全く売ってこなかったわけではなかったが、欧米人は白人出演者を好むためNHK番組販売担当者曰く「たとえば日本人のアナウンサーが出てきた時点で、もう、売れなくなってしまう」と言われるほど売れなかった。アジアには2000年代は売り込めていたものの韓国ドラマに市場を奪われた。また、アジアの視聴者からは、日本のドラマは（心理描写が多く）観ると疲れるという評価がマイナス要因になっている。2020年初頭において、日本の映像による海外収入はアニメが8割となっており、テレビ番組が8割の韓国と対照的である。
日本人が演じていると売れないため、現地俳優でのリメイク路線での売り込みも行われている。『恐竜戦隊ジュウレンジャー』をアメリカ向けにローカライズして生まれた『パワーレンジャー』はその代表的な例である。
デーブ・スペクターは日本のテレビドラマについて「海外進出という考え方に無理がある」「日本に興味ある人を除けば、欧米人は苦労して字幕を見たがらない。1時間も日本人キャストを見続けるのはつらい。メキシコや南米の昼ドラマは現地で人気だが、米国ではスペイン語のできる人しか見ないのと同じ」「日本のドラマは論外。演技も良くないし、ストーリーに工夫がない。アクションも白々しい。ドラマの質や現実感とは関係なく人気モデルなどを起用し、力のある芸能プロが売り込む俳優やタレントを使わざるを得ない業界構造がある。それでは本当にいいドラマは作れない」と述べている。